# Łężyckie Skałki

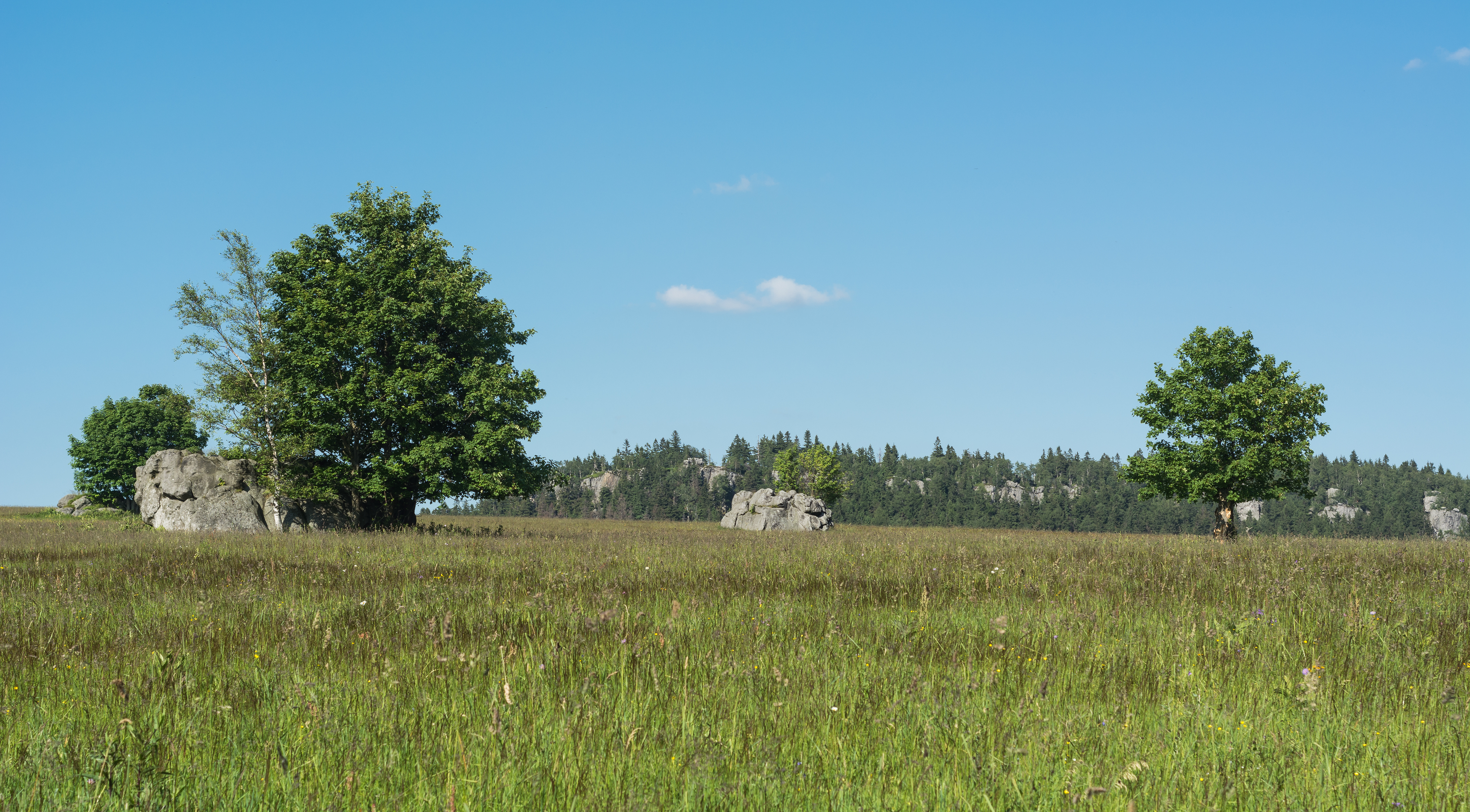
Łężyckie Skałki

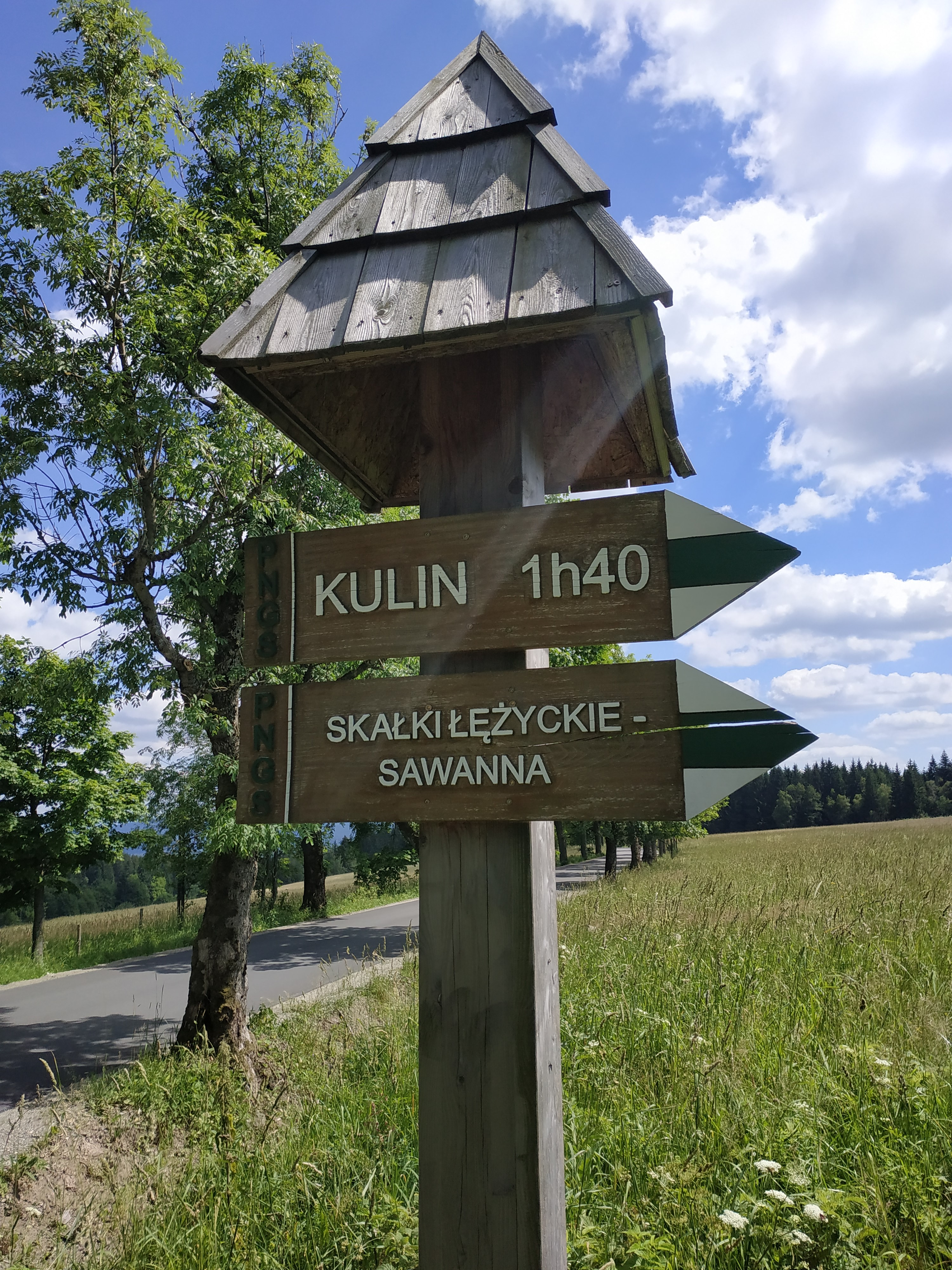
Drogowskaz na zielonym szlaku

Łężyckie Skałki (Sawanna Afrykańska) – rozległa górska łąka na wysokości ok. 740–780 m n.p.m. w Sudetach Środkowych w Górach Stołowych.

## Położenie
Łężyckie Skałki znajdują się u podnóża Narożnika na południowym zachodzie od Lisiej Przełęczy w pobliżu drogi z Dusznik, przez Łężyce do Karłowa, obok wyludnionego już przysiółka Łężyce Górne (Łężno).

## Opis
Jest to rozległa górska łąka, położona na całej powierzchni Rogowej Kopy (790 m n.p.m.), która wznosi się na wierzchowinie środkowego piętra Gór Stołowych z rozrzuconymi kilkunastoma małymi skałkami z okresu mioceńskiego o wysokości od 3–4 m, pozostałych po erozji i wietrzeniu górnego poziomu piaskowca Gór Stołowych. Skałki i samotne parasolowato ukształtowane drzewa stwarzają egzotyczne wrażenie. W połączeniu z rozległą łąką o stepowym charakterze, wysoką po pas trawą i kwitnącymi ziołami oraz kwiatami sprawiają, że potocznie przyjęła się dla tego obszaru nazwa Sawanna Afrykańska. Nazwy tej użył swego czasu jako pierwszy autor podziału fizycznogeograficznego Sudetów, profesor Wojciech Walczak. Znajdują się tu m.in. bogate stanowiska pełnika europejskiego, zwanego lokalnie różą kłodzką, ciemiężycy zielonej czy kilku gatunków storczyków.
Ze względu na unikalną roślinność łąkowo-torfowiskową oraz walory krajobrazowe już w pierwszej połowie lat 80. XX w. dr Krystyna Pender z Uniwersytetu Wrocławskiego proponowała uznanie tego obszaru za rezerwat przyrody pod nazwą "Skałki Łężyckie". Po powołaniu Parku Narodowego Gór Stołowych (1993) utworzono tu obszar ochrony ścisłej.

## Turystyka
Przez Łężyckie skałki prowadzi szlak turystyczny
- zielony – fragment szlaku z Lisiej Przełęczy do Lewina Kłodzkiego[1].